# Oakley (Míchigan)
Oakley es una villa ubicada en el condado de Saginaw en el estado estadounidense de Míchigan. En el Censo de 2010 tenía una población de 290 habitantes y una densidad poblacional de 108,92 personas por km².

## Geografía
Oakley se encuentra ubicada en las coordenadas 43°8′36″N 84°10′7″O / 43.14333, -84.16861. Según la Oficina del Censo de los Estados Unidos, Oakley tiene una superficie total de 2.66 km², de la cual 2.64 km² corresponden a tierra firme y (0.88%) 0.02 km² es agua.

## Demografía
Según el censo de 2010, había 290 personas residiendo en Oakley. La densidad de población era de 108,92 hab./km². De los 290 habitantes, Oakley estaba compuesto por el 95.17% blancos, el 3.79% eran afroamericanos, el 0.69% eran amerindios, el 0% eran asiáticos, el 0% eran isleños del Pacífico, el 0% eran de otras razas y el 0.34% pertenecían a dos o más razas. Del total de la población el 3.79% eran hispanos o latinos de cualquier raza.